# Абба'ел I
Абба'ел I (Абба-Ель) (*д/н — бл. 1720 до н. е.) — цар держави Ямхад близько 1750—1720 років до н. е. (за короткою хронологією у 1701—1690 роках до н. е.) У шумерських написах відомий як Аббан.

## Життєпис
Син царя Хаммурапі I. Посів трон близько 1750 року до н. е. Невдовзі мусив виступити на допомогу братові Ярім-Ліму, проти якого повстало місто Ірріте на чолі з сановником Зітр-Адду. Повстання було придушене, а місто повністю зруйновано. Щоб компенсувати братові втрату його спадку, Абба'ел I передав йому в володіння місто Алалах з навколишньою областю. Ця передача була оформлена особливим договором, згідно з яким цар Ямхада зобов'язався не віднімати у правителя Алалаха і його спадкоємців його володінь за умови збереження вірності. Так утворилося невелике васальне царство Алалах зі своєю династією, спорідненою династії великих царів Ямхауа.
Водночас після смерті Хаммурапі, царя Вавилону, стала послаблюватися держава його спадкоємця Самсу-ілуна. Це зменшило деяку напругу й суперництво між Ямхадом і Вавилон у Верхній Месопотамії. Натомість Абба'ел I навіть надавав допомогу вавилонському цареві у боротьбі з Еламом.
Подальші роки володарювання ймовірно були досить мирними. Вважається, що саме за цього царя Ямхад досяг найбільшого політичного й економічного піднесення. За його правління поширився хуритський культ Гебат.
Наприкінці панування все більшу небезпеку південним володінням став становити союз семітських кочівників гіксосів. Помер близько 1720 року до н. е. Йому спадкував син Ярім-Лім II.